# Hieronymus Noldin
Hieronymus Noldin S.J. (* 30. Januar 1838 in Salurn; † 7. November 1922 in Wien) war ein österreichischer römisch-katholischer Moraltheologe.

## Leben
Noldin studierte am Priesterseminar in Trient und an der Universität Innsbruck, wo er 1863 in Theologie promoviert wurde. Bereits 1861 wurde er zum Priester geweiht, von 1863 bis 1865 war er als Kooperator in Villanders und Salurn tätig. 1865 trat er in den Jesuitenorden ein. Von 1867 bis 1874 war er Philosophielehrer an der Jesuitenhochschule in Preßburg, bevor er 1875 als Regens an das theologische Konvikt in Innsbruck berufen wurde. Er habilitierte sich an der theologischen Fakultät für philosophische Propädeutik und wurde 1886 ordentlicher Professor für dieses Fach. Nach dem Tod Edmund Jungs im Jahr 1890 wurde er dessen Nachfolger auf dem Lehrstuhl für Moraltheologie. Nach dem Eintritt in den Ruhestand 1909 wurde er zum Rektor des Linzer Jesuitenkollegs auf dem Freinberg ernannt und gründete dort 1912 das Collegium Aloisianum. Die letzten Lebensjahre verbrachte er in Lainz (Wien), wo er 1922 an den Folgen einer Rippenfellentzündung starb.
Noldin war der Autor des dreibändigen Werkes Summa Theologiae Moralis. Eine separate Beilage wurde veröffentlicht, die sich vollständig mit dem sechsten Gebot (Du sollst nicht unkeusch sein) und den ehelichen Bräuchen (De sexto praecepto et de usu matrimonii) befasste. Mit mehr als achtzigtausend gedruckten Exemplaren war dieses Werk das damals weltweit am weitesten verbreitete katholische Handbuch über Sexualität und prägte damit Generationen von Priestern. Noldins Werk gilt seit langem als Maßstab für die katholische Morallehre auf dem Gebiet der Sexualität. Noldin war viele Jahre lang Herausgeber der Zeitschrift für katholische Theologie.

## Schriften
- Die Andacht zum heiligsten Herzen Jesu. 1883
- De sacramentis. 1893
- Summa theologiae moralis. De principiis. 1894
- De praeceptis. 1894
- De sexto praecepto. 1894
- Quaestiones morales de matrimonio. 1895
- De poenis ecclesiasticis. 1898
- Decretum de sponsalibus et matrimonio. 1908
- De iure matrimonii iuxta Codicem Iuris Canonici. 1919